# Minuskel 66
Minuskel 66 (in der Nummerierung nach Gregory-Aland), ε 519 (von Soden) ist eine griechische Minuskelhandschrift des Neuen Testaments auf 298 Papierblättern (21,4 × 14,6 cm). Mittels Paläographie wurde das Manuskript auf das 14. Jahrhundert datiert. Die Handschrift ist vollständig.

## Beschreibung
Der Kodex enthält den Text der vier Evangelien. Es wurde einspaltig mit je 21 Zeilen geschrieben. Sie enthält Epistula ad Carpianum, Listen der κεφαλαια, κεφαλαια, τιτλοι, Ammonianische Abschnitte, Eusebischen Kanon, Synaxarium, Menologion, Bilder, Liturgische Lesestücke, und αναγνωσεις.
Der griechische Text der Kodex repräsentiert den Byzantinischen Texttyp. Aland ordnete ihn in Kategorie V ein.
Die Handschrift gehört zur Textfamilie Kr.

## Geschichte
Die Handschrift gehörte einmal Thomas Gale (1636–1702). Der Kodex wurde von John Mill untersucht.
Der Kodex befindet sich zurzeit im Trinity College (O. VIII. 3) in Cambridge.